# .22-250 Remington

.22-250 Remington dimensiones C.I.P.. Todas las medidas en milímetros (mm) / Imperiales (pulgadas).

El .22-250 Remington es un cartucho muy rápido (capaz de superar los 4000 pies por segundo), requiere de un mecanismo corto, y usado básicamente para la caza menor y de alimañas. También es utilizado para la caza de cérvidos pequeños y medianos, siendo el preferido para este cometido en lugares con abundancia de corzo "El cazador y escritor Pablo Ortega en su libro “Cosas de corzos: Apuntes de biología y caza en España”, cita el estudio del cazador alemán Wolfram Osryan, que durante 30 años estuvo anotando minuciosamente los resultados en cientos de abates de estos animales, concretamente 1095, con seis diferentes calibres corceros. La conclusión fue clara, la menor distancia media recorrida por los animales tras el impacto de la bala lo proporcionaba el 22-250 Remington".  Algunas regiones en diferentes países restringen la caza de cérvidos a calibres inferiores a 6mm  (por. ejemplo. el .243 Winchester). 
También conocido como el .22 Varminter o el .22 Wotkyns Original Swift. Junto con el .220 Swift, el .22-250 de los calibre .22 de alta velocidad que se hizo de una reputación de lograr abatir a las presas de manera instantánea debido al efecto del shock-hidrostático.

## Historia
El .22-250 se desarrolla del casquillo del casquillo del 250-3000 Savage, al que se le ajustó el cuello para alojar una bala calibre .224.
Si bien el .22-250 no logra las velocidades que genera el .220 Swift, este es mucho más comercial y por lo tanto más económico. Debido al diseño del .22-250, este es más confiable al momento de alimentarlo a la recámara de un rifle.

## Uso deportivo
Con una bala spitzer de 55 granos, el 22-250 tiene una velocidad de salida de 3680 pies por segundo y 1654 libras.pie de energía . Con balas más ligeras puede superar los 4000 pies por segundo siendo muy efectivo para cazar alimañas
El .22-250 es actualmente el segundo cartucho de producción más rápido, superando al .204 Ruger, siendo solo el.220 Swift más rápido, con una velocidad publicada de 1,422 m/s (4,665 ft/s) utilizando unos 1.9 gramos (29 gr) bala y 2.7 gramos (42 gr) de 3031 polvo.[6] Esta ronda está cargada por Hornady bajo su línea Superformance y es con un proyectil de 35 granos, logra una velocidad de 4450 pies por segundo (1356 m/s) de un cañón de 24".
Es particularmente popular en los estados del oeste de los EE. UU. donde los vientos altos a menudo obstaculizan la efectividad de otros calibres similares.